# Бузано
Буза̀но (на италиански: Busano; на пиемонтски: Busan, Бузан) е село и община в Метрополен град Торино, регион Пиемонт, Северна Италия. Разположено е на 317 m надморска височина. Към 1 януари 2020 г. населението на общината е 1637 души, от които 115 са чужди граждани.